# Spațiu Minkowski
Spațiul Minkowski (sau spațiul-timp Minkowski), numit după Hermann Minkowski, este spațiu în patru dimensiuni, contextul matematic în care se formulează cel mai convenabil teoria relativității restrânse. În jurul anului 1907, Minkowski a identificat că lucrările lui Hendrik Antoon Lorentz (1904) și Albert Einstein (1905) privind teoria relativității pot fi înțelese într-un spațiu neeuclidian. În acest context, cele trei dimensiuni obișnuite ale spațiului sunt combinate cu o a patra dimensiune a timpului pentru a forma o varietate tetradimensională pentru a reprezenta spațiul-timp.
În fizica teoretică, spațiul Minkowski este adesea comparat cu un spațiu euclidian. În timp ce spațiul euclidian are doar dimensiuni spațiale, un spațiu Minkowski are și o dimensiune temporală. Astfel grupul simetric al unui spațiu euclidian este grupul euclidian iar pentru un spațiu Minkowski este grupul Poincaré.

## Structură
Formal, spațiul Minkowski este un spațiu vectorial real echipat cu o formă biliniară nedegenerată simetrică cu signatura metrică⁠(d) (−,+,+,+) (Uneori se preferă și signatura (+,−,−,−)). Cu alte cuvinte, spațiul Minkowski este un spațiu pseudoeuclidian cu n = 4 și n−k = 1 (într-o definiție mai largă este permis orice n>1). Elementele spațiului Minkowski se numesc evenimente sau tetravectori. Spațiul Minkowski se notează adesea cu R1,3 pentru a evidenția signatura, deși se notează și cu M4 sau doar cu M. Este poate cel mai simplu exemplu de varietate pseudoriemanniană.

### Produsul scalar Minkowski
Acest produs scalar este similar cu produsul scalar euclidian, dar este folosit pentru a descrie o altă geometrie; geometria este de regulă asociată cu teoria relativității. Fie M un spațiu vectorial real tetradimensional. Produsul scalar Minkowski este o aplicație η: M × M → R (adică dați fiind doi vectori v, w din M definim η(v,w) ca un număr real) care satisface proprietățile (1), (2), (3) de mai jos, ca și proprietatea (4):
| 1. | biliniar    | η(au + v, w) = aη(u, w) + η(v, w) oricare ar fi a ∈ R și u, v, w din M. |
| 2  | simetric    | η(v,w) = η(w,v) oricare ar fi v,w din M.                                |
| 3. | nedegenerat | dacă η(v,w) = 0 oricare ar fi w ∈ M atunci v = 0.                       |

Se observă că acesta nu este un produs scalar în sens obișnuit, deoarece nu este pozitiv-definit, adică norma Minkowski a unui vector v, definită ca v2 = η(v,v), nu este neapărat pozitivă. Condiția de pozitiv-definire a fost înlocuită de o condiție mai slabă de nedegenerare (orice formă pozitiv-definită este nedegenerată dar nu și invers). Produsul scalar este astfel indefinit.
Ca și într-un spațiu euclidian, doi vectori v și w sunt considerați ortogonali dacă η(v, w) = 0. Dar există o deplasare de paradigmă în spațiul Minkowski care include evenimente hiperbolic-ortogonale în cazul în care v și w generează un plan în care η ia valori negative. Această deplasare spre o nouă paradigmă este clarificată prin compararea structurii euclidiene a planului complex cu structura planului numerelor complexe hiperbolice.
Un vector v se numește versor dacă v2 = ±1. O bază pentru M constând din vectori unitari ortogonali doi câte doi se numește bază ortonormală.
Există o teoremă care afirmă că orice spațiu prehilbertian care satisface condițiile de la 1 la 3 de mai sus are întotdeauna o bază ortonormală. Mai mult, teorema afirmă că numărul de vectori unitari pozitivi și negativi din orice astfel de bază este fix. 
A patra condiție asupra lui {\displaystyle \eta } poate fi enunțată astfel:
| 4. | signatura | Forma biliniară η are signatura (-,+,+,+) |

## Literatură
- Francesco Catoni: The mathematics of Minkowski space-time. Birkhäuser, Basel 2008, ISBN 978-3-7643-8613-9.
- John W. Schutz: Independent axioms for Minkowski space-time. Longman, Harlow 1997, ISBN 0-582-31760-6.